# 大隆亞區

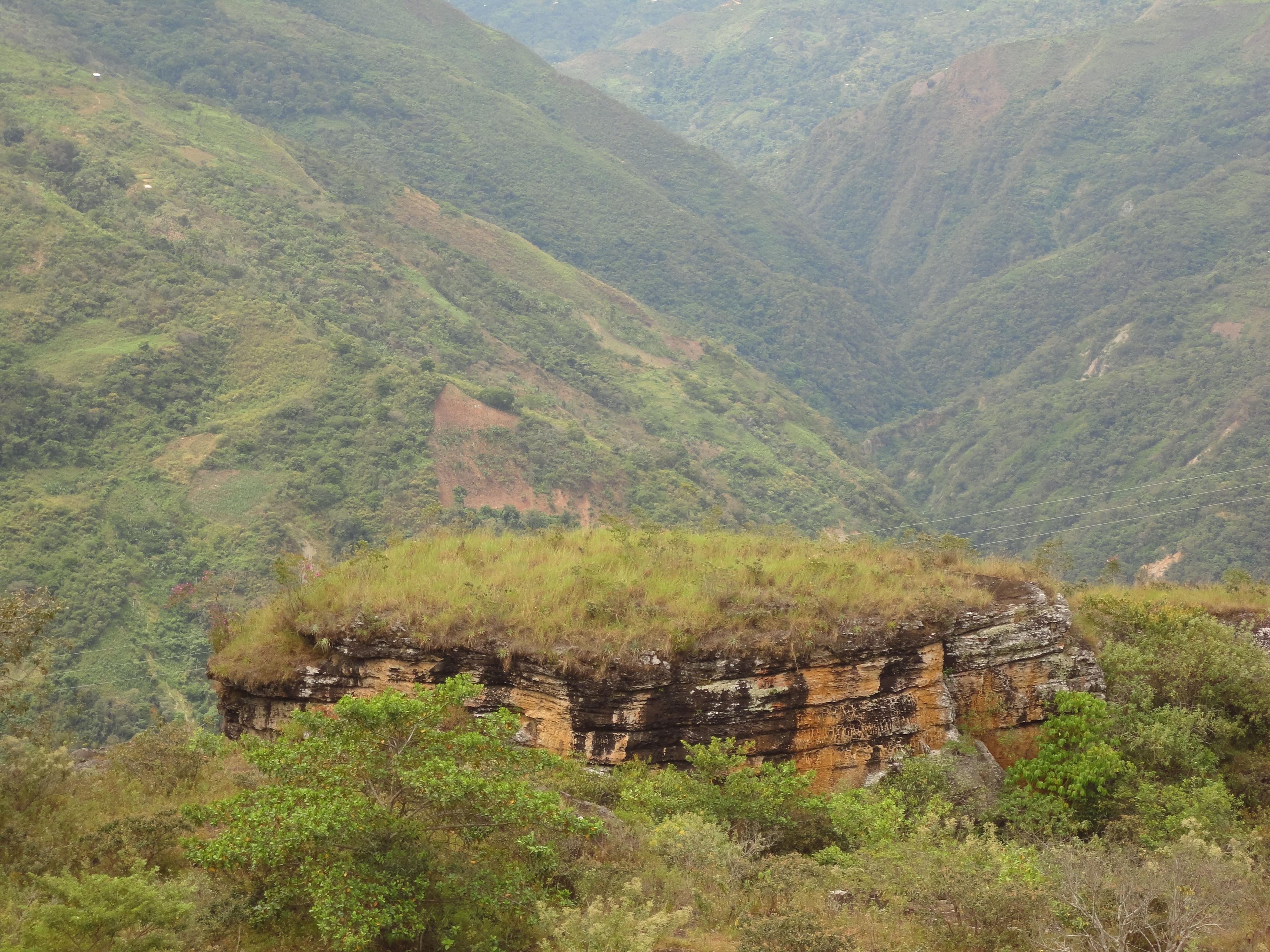

6°06′00″S 78°28′01″W / 6.10000°S 78.46694°W
大隆亞區（西班牙語：Distrito de Lonya Grande），是秘魯的一個區，位於該國北部亞馬遜大區的烏特庫班巴省，始建於1861年2月5日，面積327.9平方公里，海拔高度1,200米，2005年人口9,929，人口密度每平方公里30人。